# Bond van Surinaamse Padieproducenten
De Bond van Surinaamse Padieproducenten (BSP) is een Surinaamse belangenorganisatie voor rijstboeren (padie is ongepelde rijst).
De BSP werd op 7 augustus 2015 opgericht in Nieuw-Nickerie. De ondernemersorganisatie beschouwt zichzelf als een vakbond. De oprichtingsvergadering werd naar eigen opgaaf bijgewoond door rond de dertig rijstboeren. De oprichtingsvoorzitter is Radjoe Bhikharie. Hij was hiervoor door meerdere mensen benaderd vanwege zijn jarenlange vakbondservaring en zijn kennis van de rijstsector. Bhikharie is zelf geen rijstboer, maar woont in Paramaribo.
De bond wil zich naast Nickerie ook op de rijstboeren in Coronie en Saramacca richten. De oprichters namen het initiatief omdat ze zich door opeenvolgende regeringen stiefmoederlijk behandeld voelden en ze geen vertrouwen hadden in de bestaande verenigingen. De BSP verweet ze dat politieke achtergronden daar vaak een bepalende factor zouden spelen, waardoor de belangen van de rijstboeren op de achtergrond zouden raken. Een kwestie die van terugkerend belang is, is de opkoopprijs van de padie die te laag werd geacht.
Op het moment van oprichting waren er de volgende andere belangenverenigingen in de sector: de Vereniging van Padie Producenten, de Surinaamse Padie Boeren Associatie en de Vereniging van Rijst Exporteurs.